# 联合国驻阿富汗援助团
联合国驻阿富汗援助团（英語：United Nations Assistance Mission in Afghanistan, UNAMA，簡稱联阿援助团）為聯合國的特別政治行動。联合国安全理事会应阿富汗政府请求，于2002年3月28日通过第1401号决议成立联合国驻阿富汗援助团，以协助阿富汗人民为永續的和平和发展铺平道路。联阿援助团的授权内容每年都要审核，其内容也对最初的支持波恩合约（2001年12月）有所调整以适应阿富汗的需求。2013年3月19日安理会2096号决议再次延长援助团任期一年。